# Galaxidi
Galaxidi (griechisch Γαλαξίδι, bis 1940  Γαλαξείδιον (n. sg.)) ist eine Kleinstadt und seit 2011 ein Gemeindebezirk der Gemeinde Delfi in Mittelgriechenland. Die Ortschaft befindet sich in einer Bucht des Golf von Korinth südwestlich des Orakels von Delphi, südlich von Amfissa und südwestlich von Itea.

## Geschichte
In der Antike hieß der Ort Chalaion (altgriechisch Χάλαιον) oder Chaleion (Χάλειον) und war eine Stadt der westlichen Lokrer an der Grenze zur Phokis.
Bedeutung und Wohlstand erreichte Galaxidi im 18. und 19. Jahrhundert.
Während jener Zeit war Galaxidi Sitz einer der mächtigsten Handelsflotten im Mittelmeerraum. Die Zeugen dieser Glanzzeit, die typischen Kapitänshäuser, sind bis heute erhalten geblieben und werden von den oft direkten Nachfahren erhalten und gepflegt. Auf dem Hügel zwischen den beiden Häfen von Galaxidi erheben sich zwei prächtige Kirchen aus dem 18. Jahrhundert.
Am 25. März 1821 eroberte Giannis Gouras im Zuge der Griechischen Revolution Galaxidi.
Seit 1995 gibt es oberhalb von Galaxidi, im Ortsteil Keramou, eine Gemeinschaft, in der Menschen mit verschiedenen körperlichen und geistigen Behinderungen leben, arbeiten und gemeinsam ihre Freizeiten verbringen. Die sogenannte „Estia Agios Nikolaos“ versucht damit, ein Miteinander-Leben von verschiedensten Menschen zu ermöglichen. Vorbild für diese deutsch-griechische Initiative ist die Lebensgemeinschaft e. V. in Sassen/Deutschland. Gründer sind Doris und Kurt Eisenmeier (D). Dieses Projekt ist in dieser Form in Griechenland einmalig.
Bekannt ist Galaxidi auch für die jährliche Mehlschlacht (griechisch αλευρομουτσούρεμα alevromutsurema) am Kathara Deftera, dem Montag des orthodoxen Karnevals, mit dem die Fastenzeit eingeläutet wird.

## Verwaltungsgliederung
Im Rahmen der Gemeindereform 1997 wurde durch die Eingemeindung von drei Landgemeinden die neue Gemeinde Galaxidi gebildet, mit Sitz der Gemeindeverwaltung in der Kleinstadt Galaxidi. Diese Gemeinde wurde im Zuge der Verwaltungsreform 2010 mit sieben weiteren zur Gemeinde Delfi fusioniert und hat seither den Status eines Gemeindebezirks. Dieser ist in vier Ortsgemeinschaften untergliedert.
| Ortsgemeinschaft | griechischer Name             | Code     | Fläche (km²) | Einwohner 2011 | Dörfer und Siedlungen                                                   |
| ---------------- | ----------------------------- | -------- | ------------ | -------------- | ----------------------------------------------------------------------- |
| Agii Pandes      | Τοπική Κοινότητα Αγίων Πάντων | 31010202 | 22,290       | 315            | Agii Pandes, Nei Agii Pandes, Paralia Agion Pandon                      |
| Vounichora       | Τοπική Κοινότητα Βουνιχώρας   | 31010203 | 32,393       | 414            | Vounichora                                                              |
| Galaxidi         | Τοπική Κοινότητα Γαλαξιδίου   | 31010201 | 48,594       | 2011           | Galaxidi, Agios Georgios (unbewohnte Insel), Apsifia (unbewohnte Insel) |
| Pendeoria        | Τοπική Κοινότητα Πεντεορίων   | 31010204 | 23,404       | 249            | Pendeoria                                                               |
| Gesamt           | Gesamt                        | 310102   | 126,088      | 2989           |                                                                         |

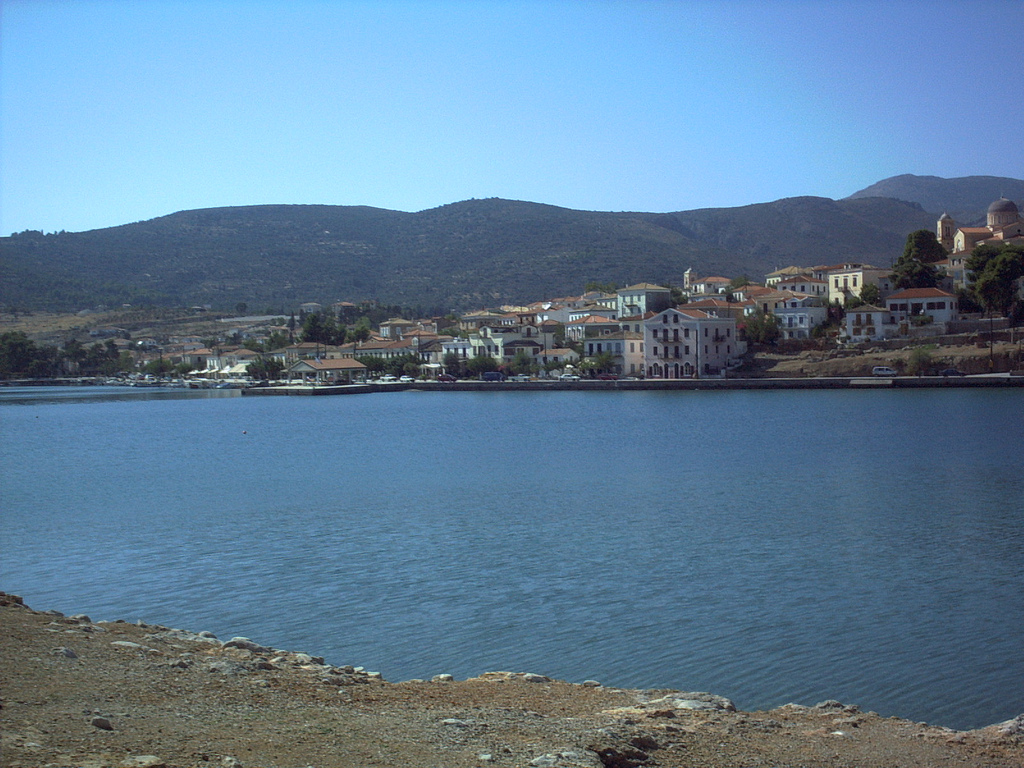
Blick auf den Hafen von Galaxidi
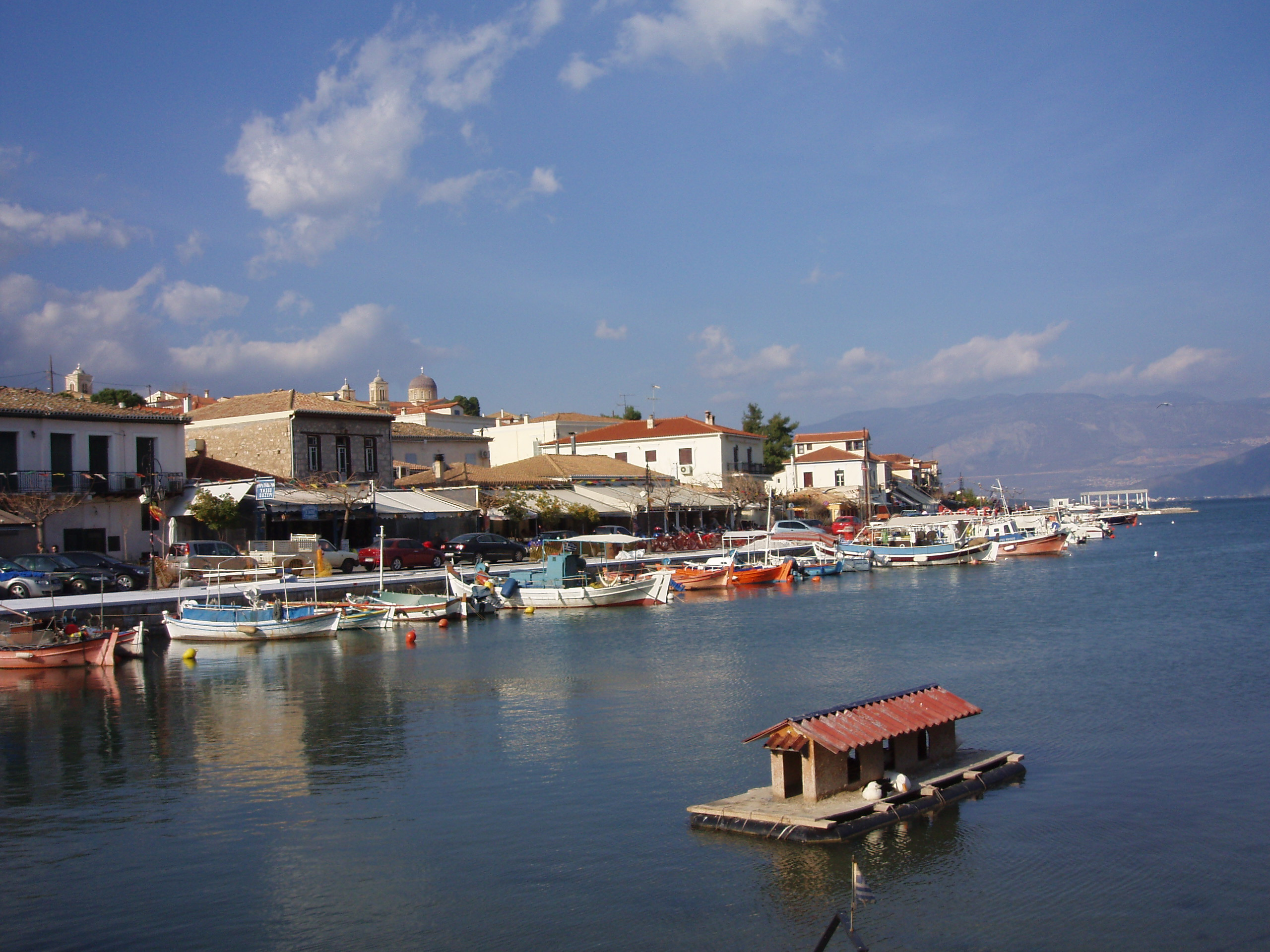
Galaxidi 2008
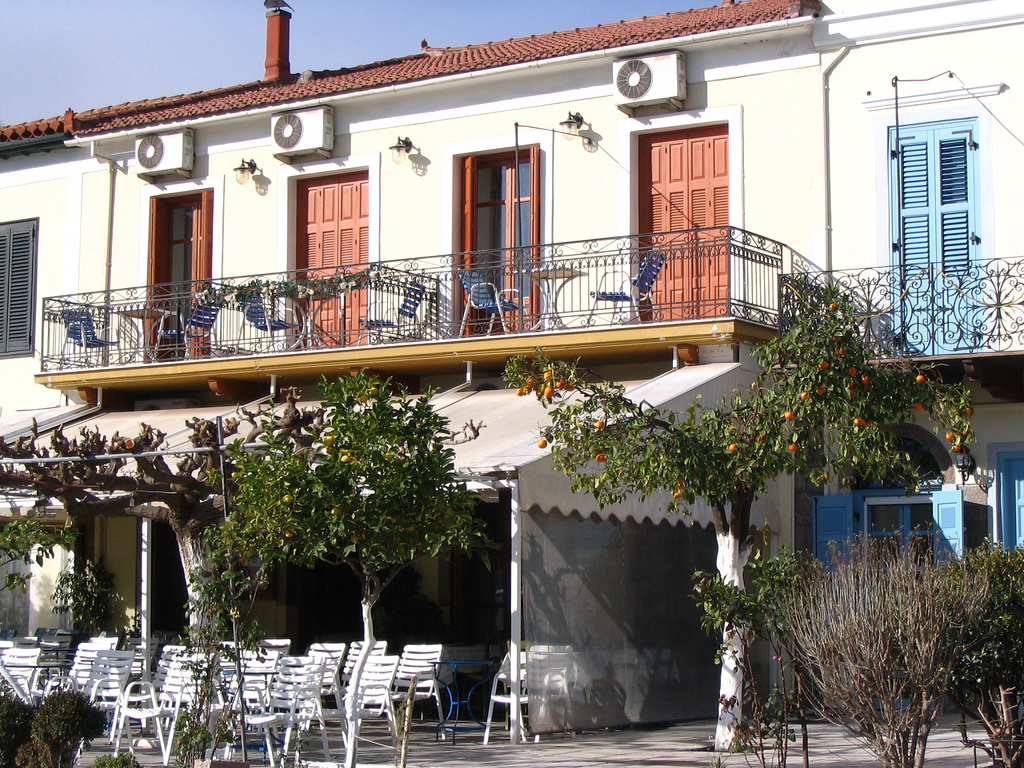
Haus in Galaxidi
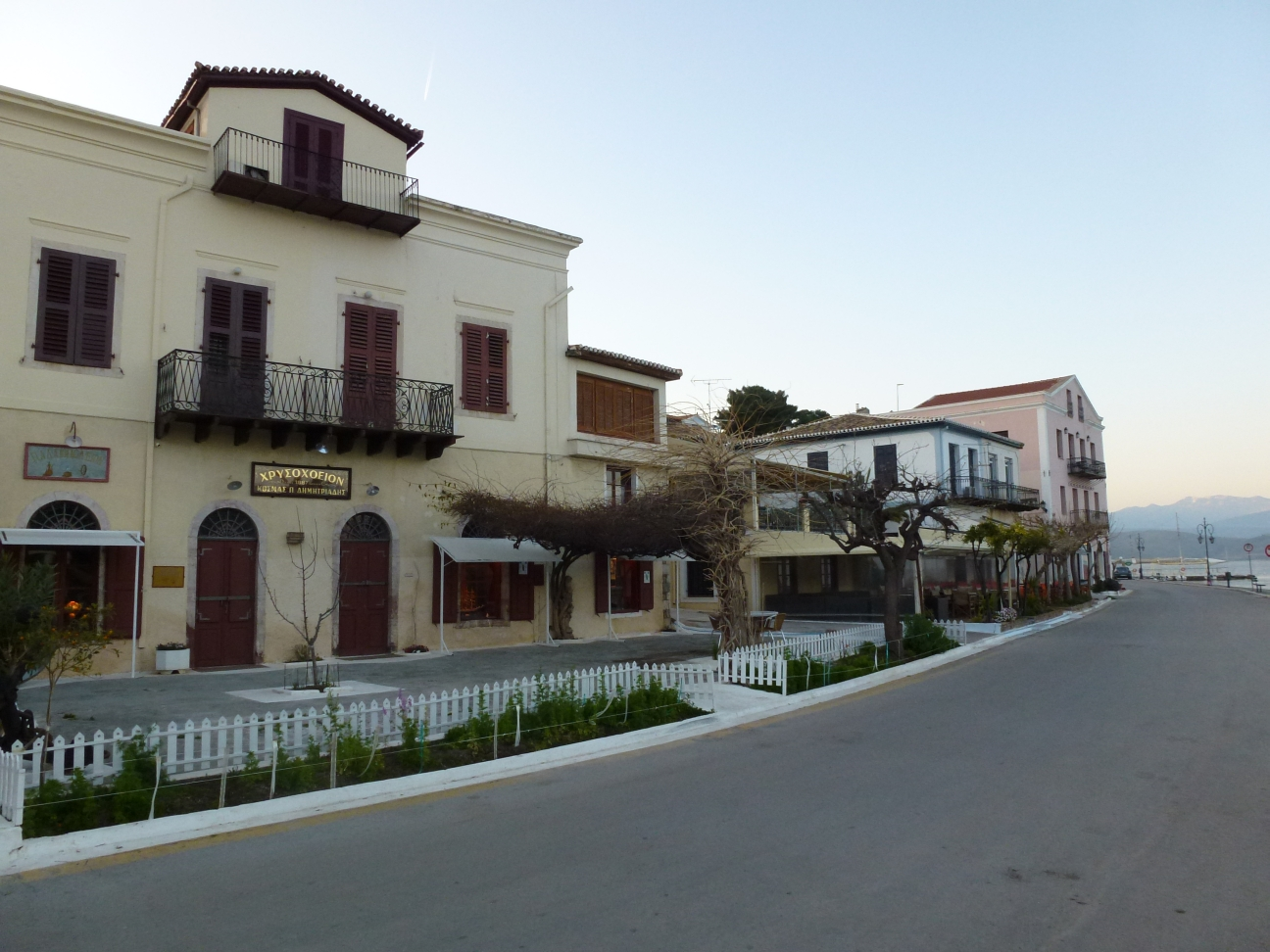
Kapitänshaus am Hafen
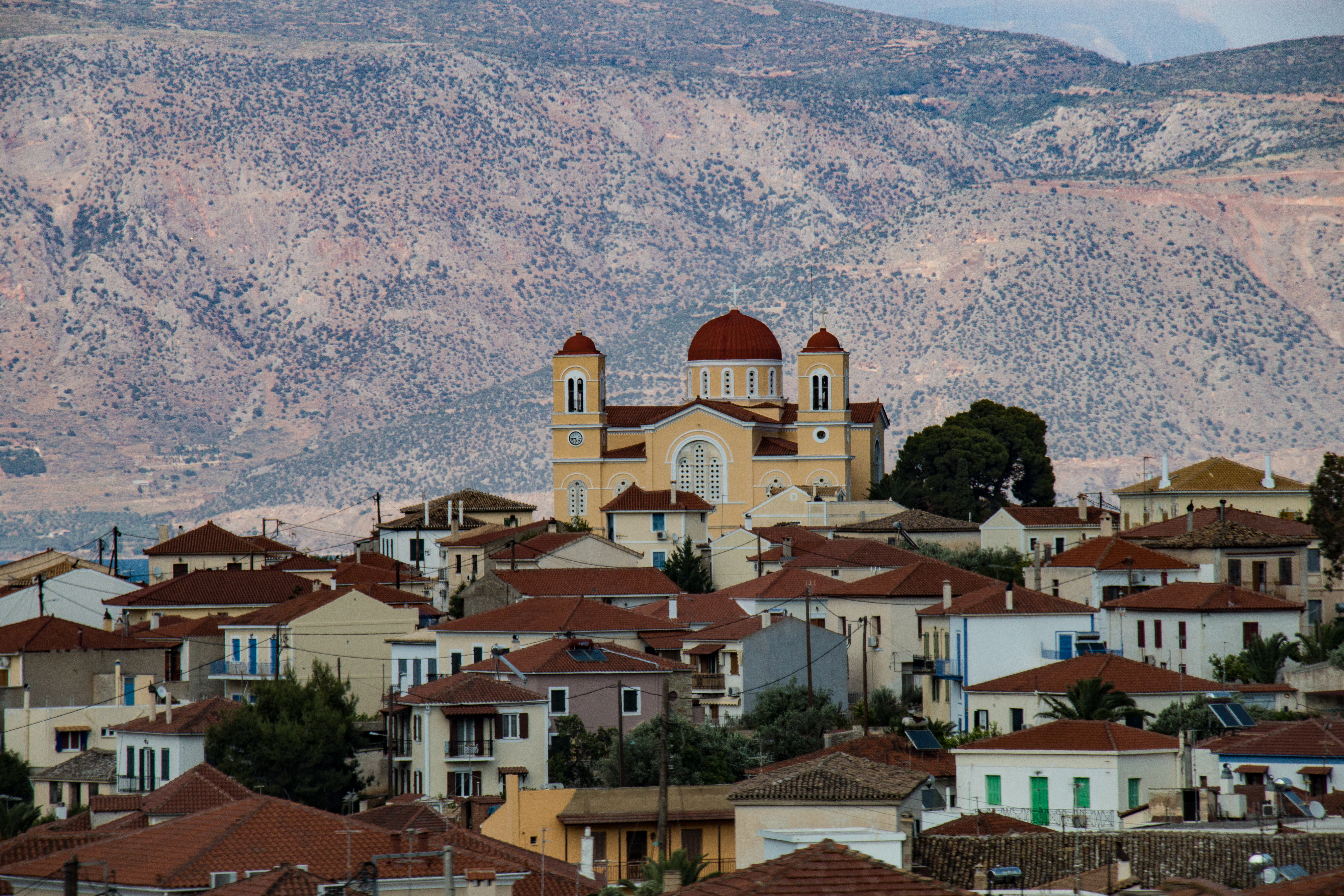
Sankt-Nikolas-Kirche in Galaxidi